# 穩心高度

圖中G為物體的質量重心，B為浮力中心，M是穩心

穩心(metacentre)是判斷一個浮水面的物體的穩定度的重要指標，用以判斷物體是否可以穩定的浮在水面上而不致於翻覆。穩心高度(metacentric height)是穩心到浮體的重心的距離。
一個飄浮的物件通常會受到至少兩個力——浮力及重力——的作用；重力的作用點為物體的質量中心(G)，浮力的作用點為浮力中心(B)。注意浮力中心即為物體沉沒部份的體積中心。當物體轉動時，質量中心G的位置永遠不變，但是浮力的作用位置B會改變。穩心的求法，一先找出物體的中線，也就是若物體穩定平衡在水面上時，連結GB的線；中線與過浮力中心的鉛直線的交點即為穩心。
注意當浮體的轉動角度很小的時候，穩心的位置固定，只有浮力中心的位置會改變；但當轉動角度過大時，穩心跟浮力中心的位置都會有變化。

## 註解
1. ↑  .   [2015-04-19]. （原始内容存档于2019-08-14）.